# Altes Rathaus (Rheinberg)

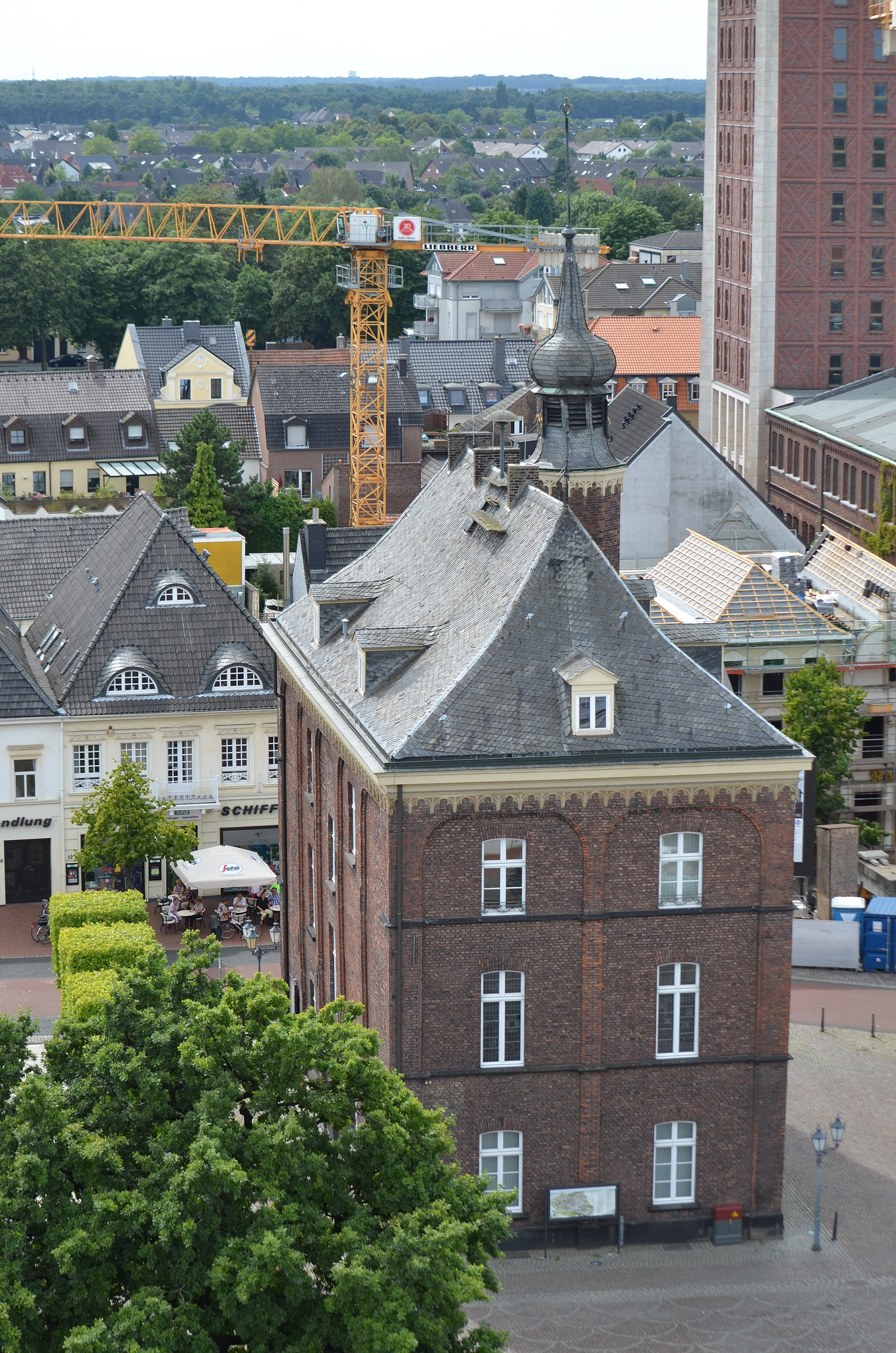
Blick von St. Peter auf das Rathaus mit Zwiebelturm

Das Alte Rathaus steht auf dem Marktplatz im Zentrum der Stadt Rheinberg am Niederrhein in Nordrhein-Westfalen. Der gotische Backsteinbau wurde 1449 mit spitzer Turmhaube und Zinnenfries erbaut. Es zählt zu den ältesten Rathäusern am Niederrhein.
Das Alte Rathaus erstreckt sich über drei Stockwerke. Es ist ausgestattet mit einem achteckigen Treppenturm, der in einem spitzen Zwiebelturm endet. 1727 wurde es mit einer Marktglocke im Rathausturm erweitert, die Botteragnes. Diese ist bis heute erhalten und ist nun im gegenüberliegenden Stadthaus untergebracht. Eine Dachgalerie war bis 1853 noch vorhanden. Der Ratssaal weist historische bleiverglaste Fenster auf.
Das Alte Rathaus wurde häufig renoviert und umgebaut. Solche Maßnahmen fanden 1638–1642, 1790, 1853–1857, 1879–1882 und Mitte des 19. Jahrhunderts statt. Es wurde unter anderem als Verwaltungsgebäude, Fleischbank, Versammlungs- und Festsaal, aber auch als Gefängnis und Spritzenhaus genutzt. Zuletzt – bis März 2014 – waren hier u. a. das Jugendamt der Stadt Rheinberg untergebracht. Mit dem Umzug dieses Amtes endete die Nutzung als Verwaltungsgebäude, sodass es nunmehr anderen Nutzungen zugeführt werden kann. Vorher ist noch eine umfassende Sanierung geplant.
Im Oktober 1985 wurde es in die Denkmalliste der Stadt aufgenommen und als Baudenkmal mit der Nummer 74 eingetragen.